# Edward Almond
Edward Mallory "Ned" Almond (12 de dezembro de 1892 – 11 de junho de 1979) foi um general do Exército dos Estados Unidos conhecido por comandar o X Corpo do Exército americano durante a Guerra da Coréia. Antes disso, na Segunda Guerra Mundial, ele comandou a 92ª Divisão de Infantaria entre 1942 e 1945. Quando morreu em 1979, ele foi enterrado no Cemitério Nacional de Arlington, na Virgínia.